# Heinrich VII. (Waldeck)
Heinrich VII. von Waldeck († nach 1442) war von 1397 bis zu seinem Tod Graf von Waldeck zu Waldeck und mehrfach Kurmainzer Oberamtmann in Ober- und Niederhessen.

## Leben
Er war der zweite Sohn des Grafen Heinrich VI. von Waldeck und der Elisabeth von Berg und ein fehdefreudiger Mann.
Bereits zu Lebzeiten seines Vaters fiel er in das Gebiet des Hochstifts Paderborn ein und wurde beschuldigt, die Burg und Stadt Blankenrode verwüstet zu haben. Im Jahr 1395 musste er schwören, nie wieder in Paderborner Gebiet einzufallen. Gleichzeitig mussten die Waldecker ihren Anteil an der Stadt und Burg Liebenau an Paderborn abtreten.
Nach dem Tod des Vaters wurde die Grafschaft Waldeck unter den beiden Söhnen Adolf in eine Landauer und Heinrich in eine Waldecker Linie geteilt. Heinrich war damit der Begründer der neuen Linie Waldeck des Hauses Waldeck. Er residierte auf der Burg Waldeck. Verheiratet war er seit 1398 mit Margarethe von Nassau-Wiesbaden-Idstein, Nichte des Mainzer Erzbischofs Johann II. Mit dieser hatte er den Sohn Wolrad und die Töchter Elisabeth, die 1417 Graf Johann II. von Ziegenhain und Nidda († 1450) heiratete, und Margarethe.
Am 16. November 1399 wurde er Mainzer Oberamtmann und Landvogt über die Mainzer Ämter Fritzlar, Hofgeismar, Battenberg, Rosenthal, Elenhog und Wetter. Dieses Amt verlor er 1404 zeitweilig, erhielt es aber wohl 1406 zumindest zeitweise wieder. Durch das Amt schien ihm seine Macht groß genug zu sein, um die Bündnisse seines Hauses mit der Landgrafschaft Hessen brechen zu können. Zu Pfingsten 1400 zog er mit einer starken Truppe nach Kassel, wo er zwar nichts gegen die Stadt selbst ausrichten konnte, aber einige Dörfer der Umgebung in Brand steckte. Kurze Zeit später, am 5. Juni 1400, überfiel er mit seinen Leuten, darunter Friedrich III. von Hertingshausen und Konrad (Kunzmann) von Falkenberg, bei Kleinenglis, südlich von Fritzlar, Herzog Friedrich von Braunschweig, wobei der Herzog in einem heftigen Gefecht getötet wurde. Herzog Friedrich, der gerade vom Frankfurter Fürstentag kam, hatte nach der geplanten Absetzung des Königs Wenzel gute Chancen auf die Nachfolge, aber Erzbischof Johann II. von Mainz favorisierte Ruprecht, den Pfalzgrafen bei Rhein. Obwohl auch der bald darauf gewählte neue König Ruprecht I. die Angelegenheit untersuchen ließ, wurde Heinrich als Sühne für die Erschlagung des Herzogs lediglich zur Stiftung eines Altars mit ewiger Seelenmesse in der Stiftskirche St. Peter in Fritzlar verpflichtet.
Heftige und teilweise gewalttätige Auseinandersetzungen hatte Heinrich auch mit seinem Bruder Adolf. Hier kam es erst 1421 zu einer Einigung. Danach wurde die Teilung der Grafschaft bestätigt, aber es wurde auch festgelegt, dass keine der beiden Seiten ohne Kenntnis und Zustimmung der anderen Seite Landesteile verkaufen oder verpfänden durfte. Die für beide Seiten geltenden Dokumente und Lehnsregister sollten in einem gemeinsamen Archiv auf der Burg Waldeck gesammelt werden. Heimgefallene Lehen sollten an das Gesamthaus zurückfallen. Ebenso sollten die geistlichen Benefizien von beiden Seiten vergeben werden. Die Burgmänner und Räte sollten etwaige Konflikte untersuchen und schlichten. In den folgenden Jahren wurde dieser Vertrag erneuert und präzisiert. 
Heinrich führte zahlreiche Fehden mit benachbarten Adeligen, darunter mit den Padbergern und dem Bengler Bund. Die Padberger Fehde dauerte von 1413 bis 1418.
Die Beziehungen zur Landgrafschaft Hessen wurden 1402 zeitweise normalisiert, und Heinrich trat für diese sogar als Vermittler auf. Im Jahr 1410 wurde er erneut oberster Mainzer Vertreter in Ober- und Niederhessen. Er fiel 1412 in hessisches Gebiet ein und zerstörte die Stadt Kirchhain. Landgraf Hermann gelang die Entlassung Heinrichs aus Mainzer Diensten für acht Jahre. Im Jahr 1420 schloss Heinrich ein Bündnis mit dem Landgrafen Ludwig auf Lebenszeit. 
Im Jahre 1424 verpfändete er, gemeinsam mit seinem Sohn Wolrad, die Hälfte seiner Grafschaft auf Lebenszeit für 22,000 Gulden an Landgraf Ludwig von Hessen. Der Landgraf erstattete ihm die Summe und empfing auch die entsprechenden Huldigungen der Burg- und Lehnsmannen, Bürger und Bauern. Doch nach Intervention des Erzbischofs Konrad von Mainz und des Kölner Erzbischofs Dietrich II. von Moers, der auch Verweser des Bistums Paderborn war, widerriefen Heinrich und Wolrad – unter Berufung auf ein dem Erzbischof von Mainz angeblich früher gegebenes Versprechen – den Vertrag im Jahre 1426, verpfändeten die Hälfte ihres Land stattdessen für 18.000 Gulden dem Mainzer Erzbischof, und öffneten ihm und dem Erzbischof von Köln ihre Burgen. Dies war einer der beiden Auslöser des Mainzisch-Hessischen Kriegs von 1427. Erzbischof Konrad bot dem Landgrafen zwar noch an, ihm die auf Waldeck bezahlte Pfandsumme von 22.000 Gulden zurückzuerstatten, aber Ludwig lehnte ab. Am Krieg, der offiziell am 21. Juli mit der Fehdeerklärung des Erzbischofs begann, nahmen Heinrich und sein Sohn Wolrad aktiv auf Mainzer Seite teil. Nach der Niederlage der Mainzer und dem Friedensschluss im Dezember 1427 gab der Landgraf seine Pfandschaft gegen Rückerstattung der Pfandsumme zurück. Aber schon im Jahr 1438 war Heinrich gezwungen, seinen Teil der Grafschaft Waldeck dem Landgrafen zu Lehen aufzutragen.